# Місто, в якому не ходять гроші (фільм)
Місто, в якому не ходять гроші (робоча назва стрічки Ecce Homo) — український фільм 2018 року режисера Ганки Третяк. Фільм створений на основі однойменній повісті Кузьми Скрябіна, за словами режисера сюжет фільму та повісті повністю ідентичні і творці фільму не міняли діалоги у порівнянні з першоджерелом.

## Сюжет
В Аліси настав важкий період в житті: її звільнили з роботи, хлопець пішов до іншої, вона розчарована та не розуміє, як жити далі. Раптом у своїй кімнаті Аліса знаходить квиток на потяг у невідоме місто. Щоб трішки розвіятись від проблем вона вирішує скористатись квитком і вирушити в мандрівку. Проте Аліса потрапляє у дивний фантасмагоричний світ — закриту територію, звідки неможливо вибратись і де діють свої закони… І не ходять гроші.

## У ролях
| Актор              | Роль           |
| ------------------ | -------------- |
| Карина Мельниченко | Аліса          |
| Андрій Цішкевич    |                |
| Ігор Цішкевич      | міський голова |
| Сергій Швидкий     |                |
| Інна Мірошніченко  |                |
| Іван Гарасимчук    | консьєрж       |
| Адам Цибульский    |                |

## Виробництво
Фільм заснований на повісті Андрія Кузьменка «Місто в якому не ходять гроші» 2006 року, яка увійшла до збірки «Я, Побєда і Берлін». Робота над кінокартиною тривала близько п'яти з половиною років. Кузьма виступив сценаристом та оповідачем фільму. Його закадрова розповідь записана ще у 2013 році, за два роки до загибелі автора. Фільм знімали у Дрогобичі, Києві, Полтаві та Переяславі
Головну роль у фільмі зіграла Карина Мельниченко, за освітою — соціолог, яка працює кастинг-менеджером. Як зізналася сама акторка найбільше вона переживала через свою слабку українську мову, оскільки повсякденному житті вона спілкується російською, й тому має недосконалу розмовну українську.

### Кошторис
Бюджет картини склав 3,2 млн грн. Фільм повністю відзнятий за рахунок приватних коштів компанії Gankafilm.

## Реліз
Допрем'єрні покази фільму заплановані в різних містах України, зокрема у Харкові 8 вересня, у Києві — 12 вересня 2018 року тощо. Виробники вирішили випустити фільм самостійним прокатом («самокатом»). Стрічка вийшла в український обмежений прокат 13 вересня 2018 року.

## Відгуки кінокритиків
Фільм отримав змішані відгуки від українських кінокритиків.